# Pablo Dacal
Pablo Dacal (ur. 30 czerwca 1886, zm. 1961) – piłkarz urugwajski, pomocnik.
Dacal zwyciężył wraz z Urugwajem w turnieju Copa Lipton 1910, strzelając jednocześnie Argentynie bramkę.
Jako piłkarz klubu Club Nacional de Football był w kadrze reprezentacji Urugwaju podczas turnieju Copa América 1916 - pierwszych w dziejach mistrzostwach Ameryki Południowej oraz pierwszych w dziejach mistrzostwach kontynentalnych. Urugwaj zdobył tytuł pierwszego mistrza Ameryki Południowej, jednak Dacal nie zagrał w żadnym meczu.
Od 15 sierpnia 1908 do 15 sierpnia 1916 Dacal rozegrał w reprezentacji 28 meczów i zdobył 6 bramek.